# Piotr Pindelski
Piotr Pindelski – polski inżynier, mierniczy przysięgły, urzędnik, oficer.

## Życiorys
Piotr Pindelski ukończył studia z tytułem inżyniera. Wstąpił do służby państwowej Austro-Węgier w okresie zaboru austriackiego w ramach autonomii galicyjskiej. Od około 1874 był praktykantem budowniczym przy urzędzie budowniczym c. k. starostwa powiatu krakowskiego, od około 1877 był praktykantem budowniczym przy urzędzie budowniczym c. k. starostwa powiatu samborskiego, od około 1879 był praktykantem budowniczym przy urzędzie budowniczym c. k. starostwa powiatu tarnowskiego, od około 1882 jednocześnie przydzielony do C. K. Namiestnictwa. Następnie, w 1882 został mianowany adjunktem budowniczym, przeniesiony z Tarnowa do Jasła i od tego czasu pracował przy urzędzie budowniczym c. k. starostwa powiatu jasielskiego, a od około był inżynierem. Od około 1891 był przydzielony do oddziału technicznego C. K. Namiestnictwa. W 1894 został mianowany starszym inżynierem. Od 1894 w randze nadinżyniera pracował w urzędzie budowniczym c. k. starostwa powiatu niskiego. Od 1900 był nadinżynierem (starszym inżynierem) w urzędzie budowniczym c. k. starostwa powiatu stanisławowskiego, a od końca 1901 pracował tam w randze radcy budownictwa. Od około 1910 do około 1912 w randze radcy budownictwa był kierownikiem oddziału technicznego przy c. k. starostwie powiatu sanockiego. Od około 1913 jako cywilny geometra w Przemyślu oraz rządowo upoważniony cywilny inżynier budowy oraz rządowo upoważniony cywilny geometra był członkiem Izby Inżynierskiej we Lwowie. Także od około 1913 w grupie zaprzysiężonych rzeczoznawców i szacowników dla realności w Przemyślu przy tamtejszym C. K. Sądzie Obwodowym.
Został żołnierzem c. k. obrony krajowej. Był sierżantem Galicyjskiego Batalionu Piechoty Obrony Krajowej nr 52 w Krakowie; jako żołnierz w stanie nieczynnym na początku 1877 został mianowany na stopień podporucznika (Lieutenant) z dniem 1 listopada 1877. Od 1877 był oficerem w stanie nieaktywnych Galicyjskiego Batalionu Piechoty Obrony Krajowej nr 58 w Krośnie, a od 1882 do około 1885 w stanie nieaktywnych Galicyjskiego Batalionu Piechoty Obrony Krajowej nr 63 we Lwowie. Około 1885 został awansowany na stopień porucznika (Oberlieutenant) piechoty obrony krajowej z dniem 1 listopada 1882.

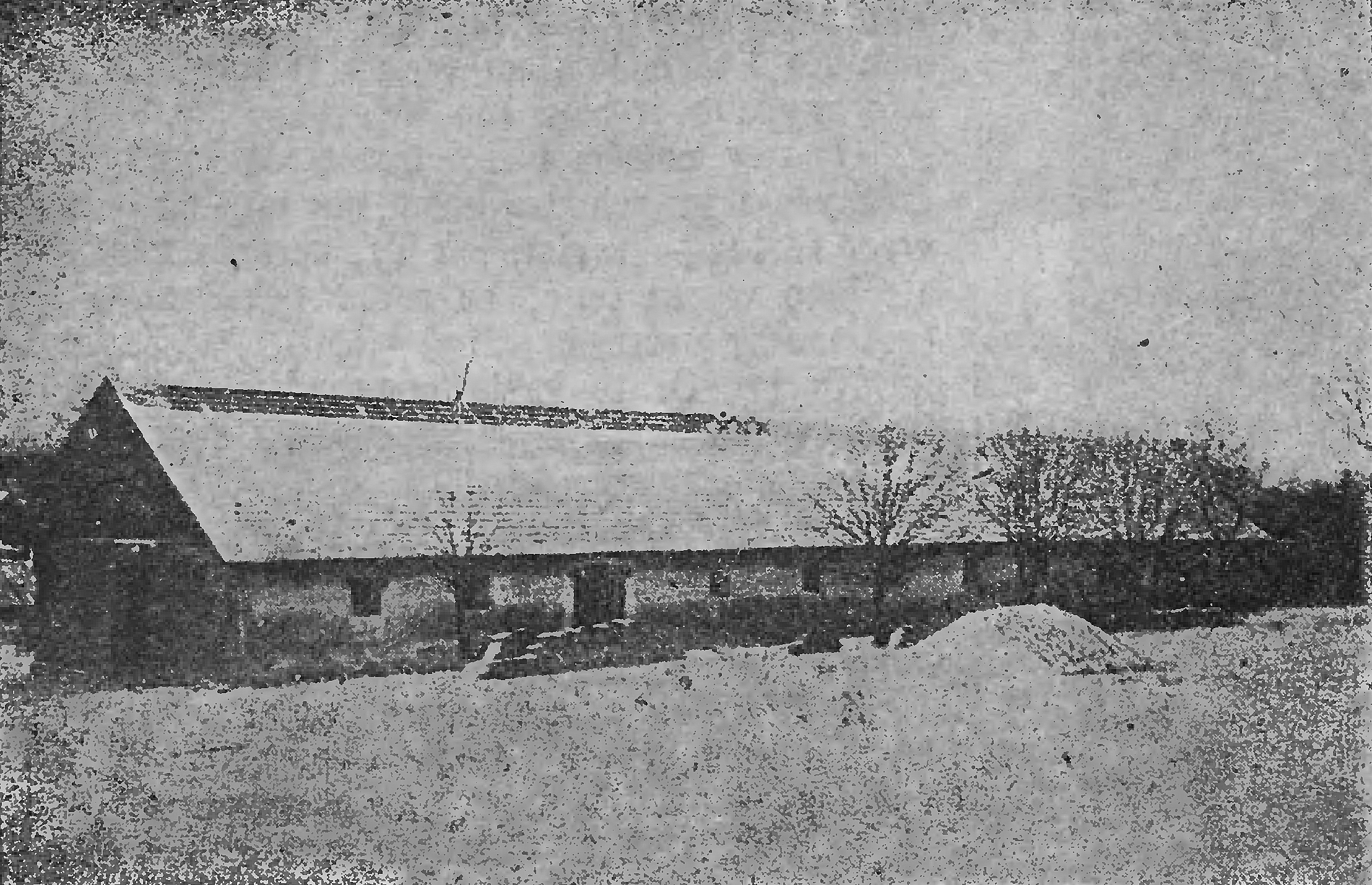
Odbudowana po zniszczeniach wojennych stodoła w Podmojscach na początku 1917

Należał do Towarzystwa Politechnicznego w Stanisławowie, w którym był wybierany członkiem wydziału w 1903, w 1906, w 1907. Od 1879 do 1922 był członkiem zwyczajnym Polskiego Towarzystwa Politechnicznego we Lwowie. Pod koniec 1905 został wybrany do komisji szkontrującej filii krajowego Towarzystwa chowu drobiu, gołębi i królików w Stanisławowie. Na przełomie lipca i sierpnia 1911 został członkiem rady nadzorczej Domu Handlowo-Przemysłowego w Sanoku. Był członkiem zwyczajnym Towarzystwa Upiększania Miasta Sanoka. Przed 1914 był właścicielem dóbr Podmojsce.
Po odzyskaniu przez Polskę niepodległości w latach 20. II Rzeczypospolitej zamieszkując w Przemyślu figurował w wykazie mierniczych przysięgłych i geometrów cywilnych, upoważnionych do wykonywania zawodu mierniczego. W latach 30. znajdował się liście mierniczych przysięgłych zamieszkując w Niżankowicach (złożył przysięgę 25 września 1929).

## Odznaczenia
- Order Świętej Anny III klasy – Imperium Rosyjskie (przed 1899)[10]

austro-węgierskie
- Brązowy Medal Jubileuszowy Pamiątkowy dla Sił Zbrojnych i Żandarmerii (przed 1912)[16]
- Medal Jubileuszowy Pamiątkowy dla Cywilnych Funkcjonariuszów Państwowych (przed 1912)[16]
- Krzyż Jubileuszowy dla Cywilnych Funkcjonariuszów Państwowych (przed 1912)[16]